# Pelastoneurus gracilis
Pelastoneurus gracilis är en tvåvingeart som beskrevs av Charles Howard Curran 1924. Pelastoneurus gracilis ingår i släktet Pelastoneurus och familjen styltflugor. Inga underarter finns listade i Catalogue of Life.